# Allendale County
Allendale County är ett administrativt område i delstaten South Carolina, USA. År 2010 hade countyt 10 419 invånare. Den administrativa huvudorten (county seat) är Allendale.  

## Geografi
Enligt United States Census Bureau så har countyt en total area på 1 070 km². 1 060 km² av den arean är land och 10 km² är vatten. 

### Angränsande countyn
- Bamberg County, South Carolina - nordöst
- Colleton County, South Carolina - öst
- Hampton County, South Carolina - sydöst
- Screven County, Georgia - sydväst
- Burke County, Georgia - väst
- Barnwell County, South Carolina - nordväst